# Viscount Stonehaven

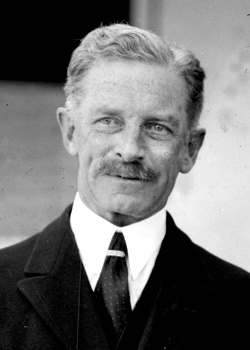
John Baird, 1. Viscount Stonehaven

Viscount Stonehaven, of Ury in the County of Kincardine, ist ein erblicher britischer Adelstitel in der Peerage of the United Kingdom.

## Verleihung
Der Titel wurde am 27. Juni 1938 für den konservativen Politiker und ehemaligen Generalgouverneur von Australien John Baird, 1. Baron Stonehaven, geschaffen. Bereits am 12. Juni 1925 war er zum Baron Stonehaven, of Ury in the County of Kincardine erhoben worden und hatte 1920 von seinem Vater Alexander Baird den 1897 für diesen in der Baronetage of the United Kingdom geschaffenen Titel Baronet, of Urie, geerbt.
Sein Sohn und Erbe als 2. Viscount erbte von seiner Mutter 1974 den Titel 12. Earl of Kintore. Die Viscountcy wird seither als nachgeordneter Titel des Earls geführt.

## Viscounts Stonehaven (1938)
- John Baird, 1. Viscount Stonehaven (1874–1941)
- Ian Keith, 12. Earl of Kintore, 2. Viscount Stonehaven (1908–1989)
- Michael Keith, 13. Earl of Kintore, 3. Viscount Stonehaven (1939–2004)
- James Keith, 14. Earl of Kintore, 4. Viscount Stonehaven (* 1976)

Heir apparent ist der Sohn des jetzigen Titelinhabers Tristan Keith, Lord Inverurie (* 2010).